# Neuses (Kronach)

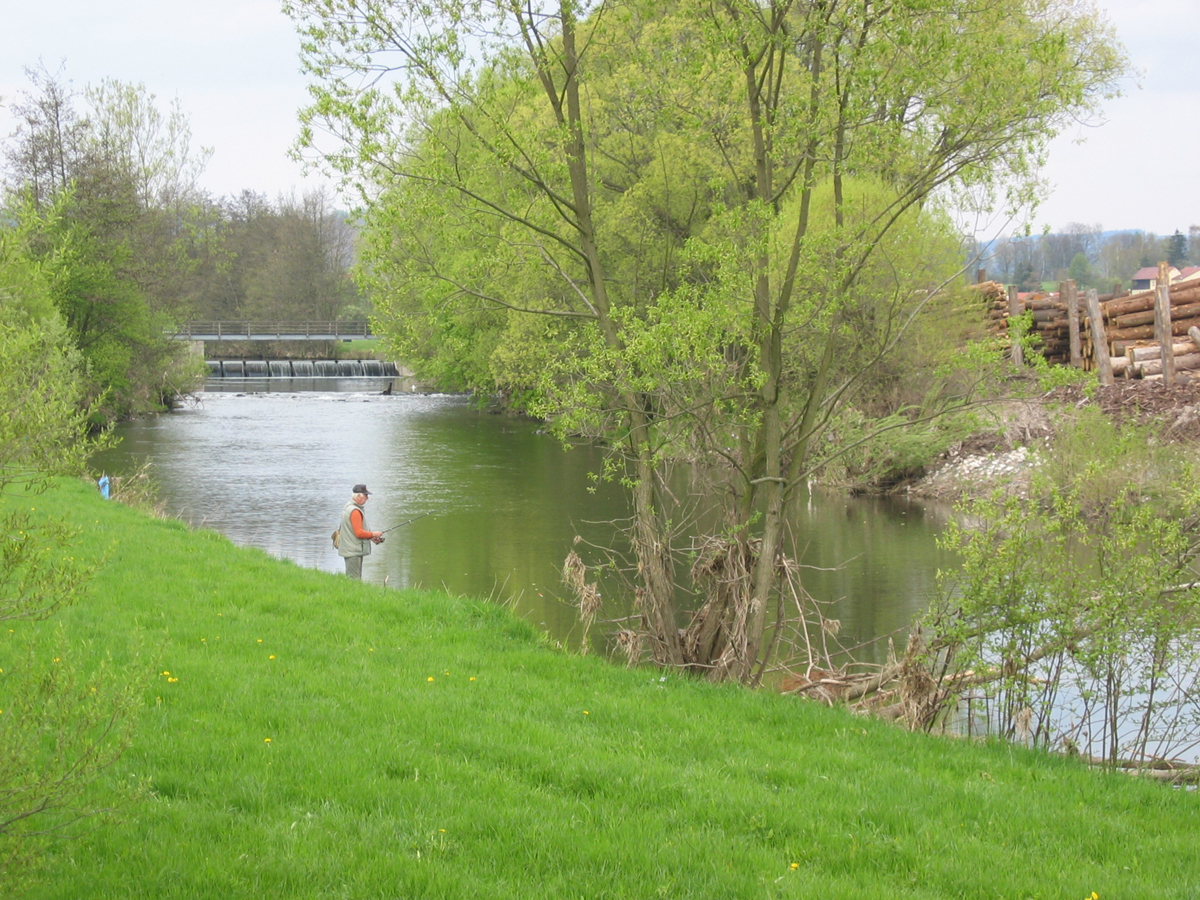
Die Rodach bei Neuses

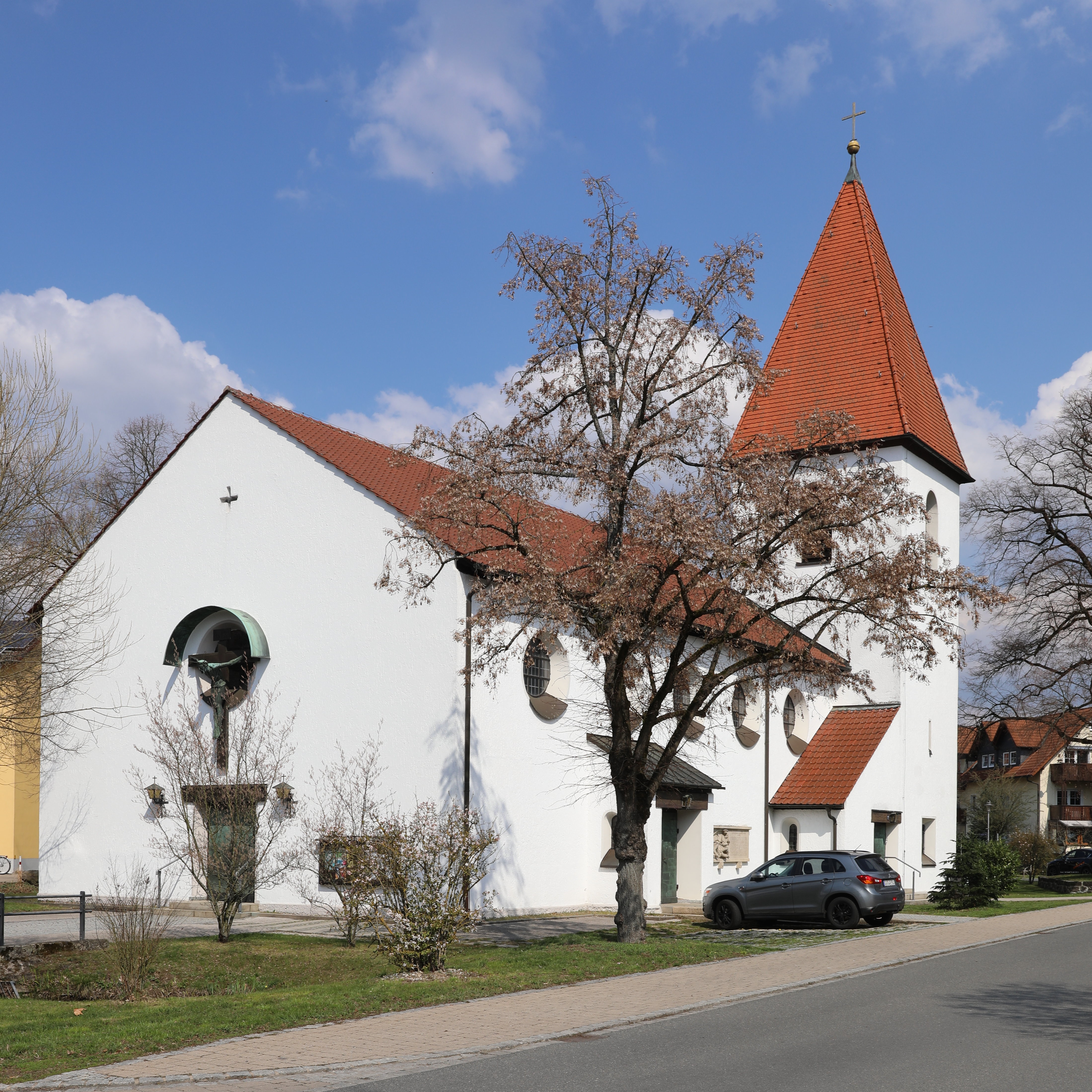
St. Sebastian

Neuses (oberfränkisch: Neusich) ist ein Gemeindeteil der Kreisstadt Kronach im oberfränkischen Landkreis Kronach in Bayern.

## Geographie
Das Pfarrdorf liegt im Tal der Rodach. Im Nordwesten befindet sich die bewaldete Anhöhe Neuseser Berg (471 m ü. NHN). Die Bundesstraße 173 führt nach Küps (3,7 km südwestlich) bzw. nach Kronach (2,5 km nordöstlich). Die Kreisstraße KC 5 führt nach Hummendorf (1,2 km südöstlich). Ein Anliegerweg verbindet mit der Neusesermühle (0,5 km südlich). Durch den Ort verläuft der Fränkische Marienweg.

## Geschichte
Die Erstnennung war in einem Urbar des Hochstifts Bamberg von 1323 bis 1328.
Gegen Ende des 18. Jahrhunderts bestand Neuses aus 51 Anwesen und einem Gemeindehirtenhaus. Das Hochgericht übte das bambergische Centamt Kronach aus. Die Dorf- und Gemeindeherrschaft hatte das Vogteiamt Kronach inne. Grundherren waren
- das Kastenamt Kronach (3 Tropfsölden, 2 Schneidmühlen),
- der Lehenhof Bamberg (1 Mahl- und Schneidmühle),
- die Pfarrei Kronach (2 Halbhöfe, einer davon unbewohnt, 5 halbe Güter, einer davon unbewohnt, 13 Söldengüter, 6 Häuser),
- das Gotteshaus Kronach (4 Sölden, 1 Gütlein, 2 Häuser, 1 Schneidmühle),
- das Spital Kronach (1 Söldengütlein, 1 Tropfsölde),
- das Rittergut Küps (1 Gut, 2 Gütlein, 2 Häuser),
- das Rittergut Redwitz (1 Gut, 2 halbe Güter, 1 Gütlein, 2 Häuser).[4]

Neuses kam durch den Reichsdeputationshauptschluss im Jahr 1803 an das Kurfürstentum Bayern. Mit dem Gemeindeedikt wurde 1808 der Steuerdistrikt Neuses gebildet, zu dem die Orte Brand, Breitenloh, Dennach, Dobersgrund, Felsmühle, Giessübel, Judenhof, Kestel, Kuhberg, Neusesermühle, Poppenhof, Rauershof, Seelabach, Seelach, Stressenberg, Unterbreitenloh, Unterbreitenloh, Ziegelerden und Zollschneidmühle gehörten. Infolge des Zweiten Gemeindeedikts im Jahr 1818 entstand die Ruralgemeinde Neuses, zu der Felsmühle, Neusesermühle und Zollschneidmühle gehörten. Sie war in Verwaltung und Gerichtsbarkeit dem Landgericht Kronach zugeordnet und in der Finanzverwaltung dem Rentamt Kronach, 1919 in Finanzamt Kronach umbenannt. In der freiwilligen Gerichtsbarkeit unterstanden einige Anwesen dem Patrimonialgericht Küps bzw. dem PG Redwitz (bis 1835). Ab 1862 gehörte Neuses zum Bezirksamt Kronach, 1939 in Landkreis Kronach umbenannt. Die Gerichtsbarkeit blieb beim Landgericht Kronach, 1879 in das Amtsgericht Kronach umgewandelt. Die Gemeinde hatte eine Fläche von 3,034 km².
Im Zuge der Gebietsreform in Bayern wurde die Gemeinde Neuses am 1. Mai 1978 nach Kronach eingegliedert. Das ehemalige Gemeindegebiet entspricht in der Ausdehnung der heutigen Gemarkung Neuses.

### Baudenkmäler
In der Bayerischen Denkmalliste sind 24 Baudenkmäler aufgeführt.
- Katholische Pfarrkirche St. Sebastian
- Ehemaliges Gemeindehaus
- Gasthaus Schmidt
- Neusesermühle
- Sechs Wohnhäuser
- Eine Wegkapelle
- Eine Heiligenfigur
- Drei Kreuze
- Neun Bildstöcke

### Einwohnerentwicklung
Gemeinde Neuses
| Jahr      | 1840  | 1852  | 1855  | 1861   | 1867   | 1871   | 1875   | 1880   | 1885   | 1890   | 1895  | 1900   | 1905  | 1910   | 1919  | 1925   | 1933  | 1939  | 1946  | 1950   | 1952  | 1961  | 1970   |
| Einwohner | 375   | 409   | 390   | 398    | 398    | 414    | 394    | 426    | 456    | 481    | 492   | 567    | 676   | 743    | 738   | 803    | 859   | 815   | 1085  | 1133   | 1281  | 1511  | 1494   |
| Häuser    |       |       |       |        |        | 63     |        |        | 65     | 63     |       | 74     |       |        |       | 116    |       |       |       | 151    |       | 246   |        |
| Quelle    | [ 9 ] | [ 9 ] | [ 9 ] | [ 10 ] | [ 11 ] | [ 12 ] | [ 13 ] | [ 14 ] | [ 15 ] | [ 16 ] | [ 9 ] | [ 17 ] | [ 9 ] | [ 18 ] | [ 9 ] | [ 19 ] | [ 9 ] | [ 9 ] | [ 9 ] | [ 20 ] | [ 9 ] | [ 6 ] | [ 21 ] |

Ort Neuses
| Jahr      | 001818 | 001861 | 001871 | 001885 | 001900 | 001925 | 001950 | 001961 | 001970 | 001987 | 002011 |
| Einwohner | 377    | 357    | 390    | 440    | 541    | 785    | 1122   | 1493   | 1481   | 1437   | 1311   |
| Häuser    | 49     |        |        | 62     | 72     | 114    | 149    | 243    |        | 370    |        |
| Quelle    | [ 5 ]  | [ 10 ] | [ 12 ] | [ 15 ] | [ 17 ] | [ 19 ] | [ 20 ] | [ 6 ]  | [ 21 ] | [ 22 ] |        |

## Religion
Der Ort ist römisch-katholisch geprägt und war ursprünglich nach St. Johannes der Täufer (Kronach) gepfarrt.
Die Neuseser katholische Pfarrkirche St. Sebastian wurde 1932 nach Plänen des Münchner Architekten Peter Holzbauer errichtet und am 17. September 1933 durch den Bamberger Erzbischof Jacobus von Hauck konsekriert. Der Kreuzweg, die apokalyptischen Reiter und der Erzengel Michael am Chorbogen wurden von Hermann Kaspar gemalt.

## Infrastruktur

### Wirtschaft
Seit dem Jahr 1959 hat die Dr. Schneider Unternehmensgruppe, ein Automobilzulieferer mit Kunststoffprodukten, in Neuses ihren Sitz. Im Jahr 2022 waren im Stammwerk 1400 Mitarbeiter beschäftigt. Nach einer Insolvenz wurde das Unternehmen 2023 von dem indischen Automobilzulieferer Samvardhana Motherson International übernommen.
Valeo ging aus der Neuseser Wollspinnerei hervor. Seit 1985 existiert das Wischerwerk. 2016 erhielt ein Team einheimischer Ingenieure, Informatiker und Naturwissenschaftler die Möglichkeit, den Forschungsstandort für autonomes Fahren und Fahrerassistenz aufzubauen.

### Schienenverkehr
Neueses liegt an der Bahnstrecke Hochstadt-Marktzeuln–Probstzella. Am Neuseser Bahnhof halten nur Regionalzüge der Deutschen Bahn.
Von 1914 bis zur Stilllegung 1995 zweigte am Bahnhof Neuses die Bahnstrecke Neuses–Weißenbrunn ab.

### Sonstiges
In Neuses gibt es
- ein Gewerbegebiet
- einen Kindergarten

## Kultur

### Vereine
Im Sportbereich gibt es den SV Neuses 05 mit den Abteilungen Fußball und Tennis und die SG Neuses mit Volleyball und Tischtennis. Andere Vereine sind der Musikverein Flößerkapelle Neuses, der Verein für Toleranz und Brauchtum (ToBra), der Fischerverein, der Gartenbauverein, der Gesangsverein Edelweiß und der Verein für Kulturpflege. Der Flößerei-Verein veranstaltet Floßfahrten auf den Spuren dieses einst für die Region bedeutenden Wirtschaftszweiges. Der 1. Neusiche Klüeßverein hat sich zum Ziel gesetzt, den Genuss des fränkischen Kartoffelkloßes zu fördern.

### Museum

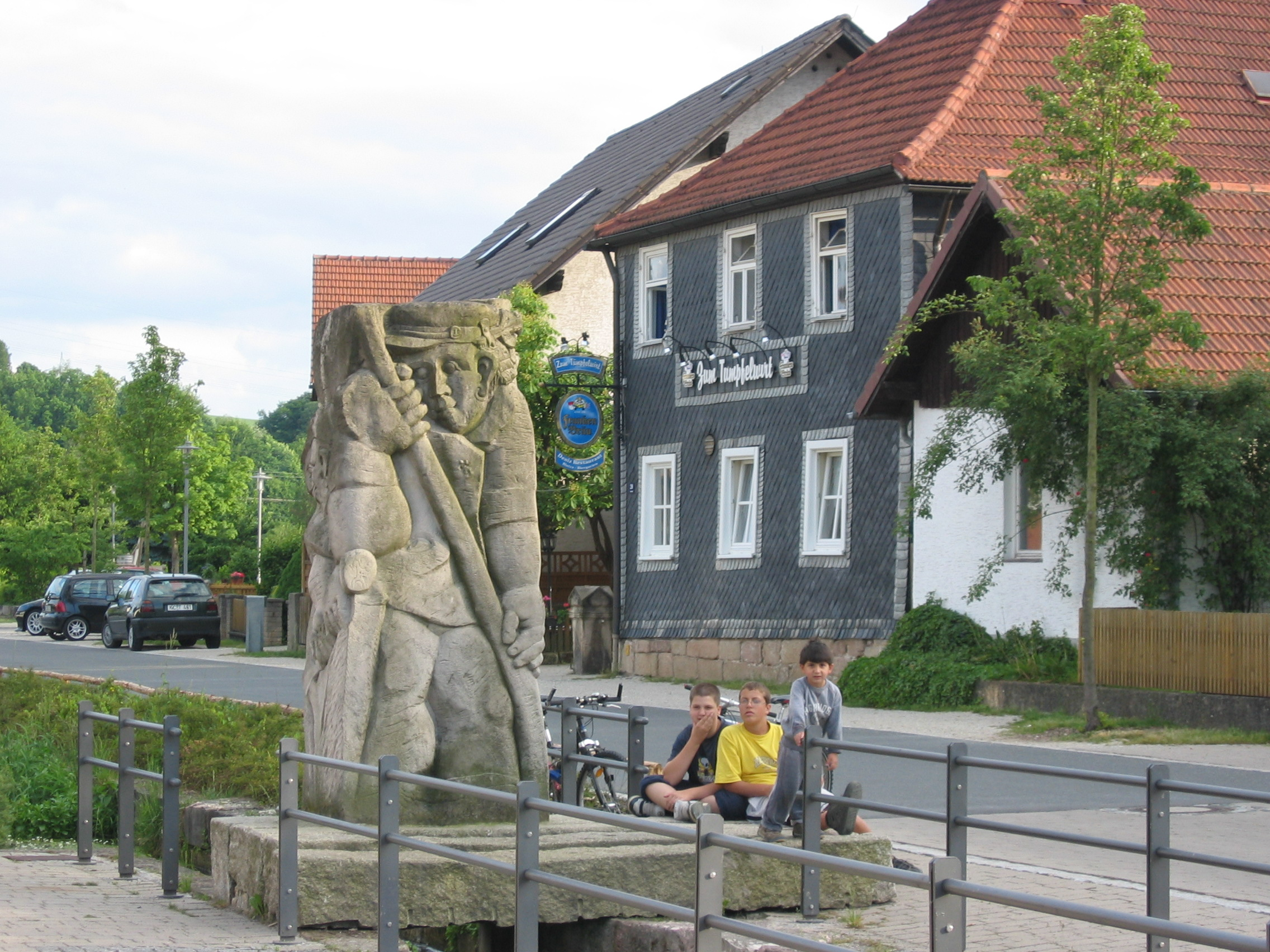
Der Flößerbrunnen

Im Dorfmuseum sind alte Geräte der Flößerei und andere altertümliche Geräte ausgestellt.